# 冬の花火
『冬の花火』（ふゆのはなび）は、太宰治の戯曲。

## 概要
| 初出     | 『展望』1946年6月号                      |
| 単行本   | 『冬の花火』（中央公論社、1947年7月5日） |
| 執筆時期 | 1946年2月10日頃～3月15日頃（推定）       |
| 原稿用紙 | 62枚                                     |

1945年（昭和20年）7月7日、甲府市は空襲を受ける。7月末、太宰は妻子を連れて津軽の生家へ疎開。翌1946年（昭和21年）、太宰は舞台と同じ津軽で本作品を書き上げた。
妻の美知子は当時を回想してこう述べている。
「『冬の花火』は（中略）十五年ぶりに送つた津軽の冬籠りの終り頃に書かれました。当時の創作手帳を見ますと、終戦後、依頼原稿が激増して、毎月随筆小説交ぜて二三十篇にも及んでゐますが、これらをすべて断つて、戯曲に専念してをりました。『作家道の修業の一つとして書いてみたい』と当時年少の友人に宛てた書簡に書いてゐますが、よそめにもなかなか難航の模様でした」
「『冬の花火』『春の枯葉』の二つの戯曲は二十一年前半の収穫である。この頃太宰はよく兄の書棚から戯曲集を借りてきて読んでいた。（中略） 私たちは母屋によりかかってなんの心配もなく安穏な日を送り、そのおかげで太宰は戯曲にまで、手をのばすことができた。その反面、一家の口をあずけ、大船に乗った気でうかうかと暮らしていわゆる疎開呆けして、太宰の人気急上昇に対処する構えの点では全く立ちおくれたことも確実である」
なお太宰は本作品の主旨や意図を手紙に書いて、多数の友人知己に送っている。
新生新派の主事をしていた川口松太郎から申込みがあり、母親を花柳章太郎、数枝を水谷八重子という配役で東劇で上演されることが決まったが、1946年12月上旬、GHQから上演中止を命じられた。

## 登場人物
数枝 - 29歳。夫の島田哲郎は未帰還。幼少時に実母を亡くしている。
睦子 - 数枝の娘。6歳。
伝兵衛 - 数枝の父。54歳。
あさ - 伝兵衛の後妻、数枝の継母。45歳。息子の栄一は未帰還。
金谷清蔵 - 村の人。家業は精米屋。34歳。